# HMS Vansittart (D64)

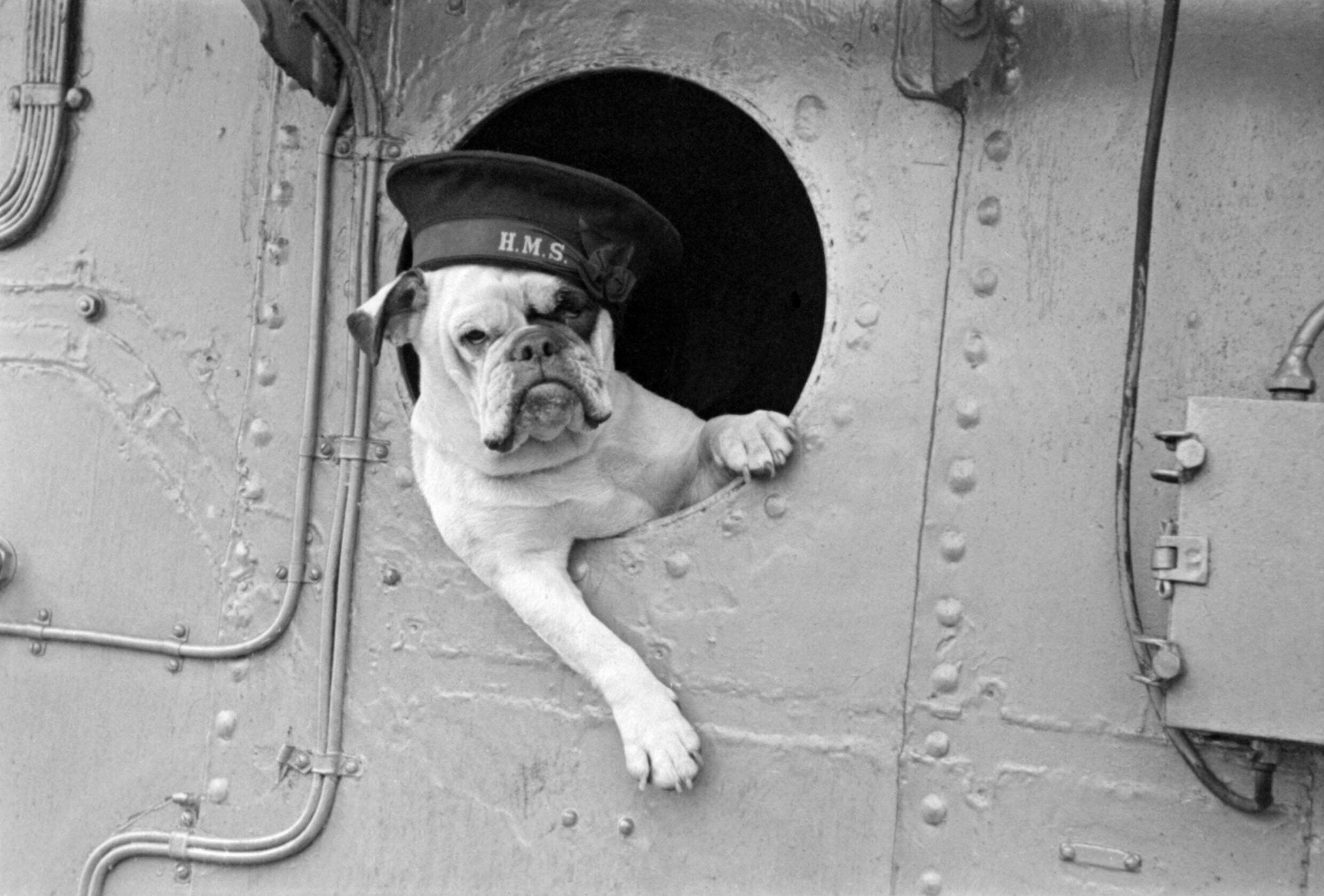
Бульдог «Венера» — корабельний собака HMS «Вансіттарта». 1941

HMS «Вансіттарт» (D64) (англ. HMS Vansittart (D64) — військовий корабель, ескадрений міноносець «Модифікований Адміралті» типу «W» Королівського військово-морського флоту Великої Британії за часів Другої світової війни.
«Вансіттарт» був закладений 1 липня 1918 на верфі компанії William Beardmore & Company у Клайдбанк. 5 листопада 1919 року увійшов до складу Королівських ВМС Великої Британії.

## Дизайн та конструкція

### Проект
У січні 1918 року, британське адміралтейство замовило 16 удосконалених есмінців 1-ї серії підтипу «W клас», які пізніше стали відомі, як підвид «Модифікований Адміралті» типу «W». Есмінці з цього замовлення спочатку мали стати повторенням типу «W», до проекту якого вносилися лише незначні зміни технологічного характеру. Але, в лютому 1918 року було прийняте рішення посилити озброєння на кораблях та замість 102-мм універсальних гармат QF 4 inch Mk V встановити потужніші 120-мм гармати головного калібру BL 4.7 inch /45. Це рішення спричинило істотну переробку всього проекту; через великі розміри нових артилерійських систем довелося трохи підняти ходовий місток для поліпшення огляду. Водотоннажність есмінців цього підвиду збільшилась на 20 т, що у свою чергу спровокувало погіршення мореплавних властивостей «Модифікованих Адміралті» типу «W», які опинилися перевантаженими в носовій частині і гірше своїх попередників долали хвилю.
До закінчення Першої світової війни частина замовлених кораблів ще навіть не була закладена, а з числа закладених жоден із них не був спущений на воду. У 1918-19 роках через закінчення Великої війни замовлення на більшість есмінців типу «Модифікований W» анулювали, до добудови з першої серії виділили лише ті, що знаходилися в більшій мірі готовності — дев'ять одиниць. До початку Другої світової кораблі типу «Модифікований W» практично не зазнали жодних змін у порівнянні з початковим проектом. Частина кораблів була оснащена тральним або протичовновим обладнанням.

### Конструкція
Ескадрений міноносець «Вансіттарт» мав корпус загальною довжиною між перпендикулярами 95,1 м, довжиною між перпендикулярами — 91,4 м, бімс — 9 м та осадку між 2,7 до 3,43 м у залежності від навантаження. Водотоннажність бойового корабля становила стандартна — 1 140 довгих тонн та повна — 1 550 тонн відповідно.
Головна енергетична установка повторювала застосовану на есмінцях типу «W клас» і включала в себе три триколекторні Адміралтейських котли Yarrow з пароперегрівником і два одноступінчатих редуктори, дві парових турбіни Brown-Curtis. Дві турбіни (високого і низького тиску) і редуктор становили турбозубчатий агрегат. Розміщення ГЕУ — лінійне. Котли розміщувалися в ізольованих відсіках, турбіни — в загальному машинному відділенні, при цьому були відокремлені від турбін водонепроникною перегородкою.
Проектна потужність становила 27 000 к. с. (20 000 кВт), що мало забезпечити максимальну швидкість ходу (при повному навантаженні) в 34 вузли (63 км/год). Запас палива зберігався в паливних танках, ємністю 320—370 тонн мазуту, що забезпечувало дальність плавання 3 500 морських миль (6 500 км) 15-вузловим ходом (28 км/год).
Корабельна артилерія головного калібру (ГК) у есмінця HMS «Вансіттарт»: чотири 120-мм гармати BL 4.7 inch /45 з довжиною ствола 45 калібрів у поодиноких установках СР.IV по центральній осі корабля, що утворювали дві передні та дві кормові вогневі позиції. Максимальний кут піднесення гармат становив 30 °, зниження на −9,5 °. Маса установки 8,1 тонни. Маса снаряда 22,68 кг, початкова швидкість — 814 м/с. Гармати мали швидкострільність 5-6 пострілів на хвилину на відстань до 14,5 км у залежності від типу боєприпасу.
Основу зенітного озброєння становили дві 40-мм автоматичних зенітних гармати Vickers QF 2.
Торпедне озброєння складалося з двох потрійних 21-дюймових (533-мм) торпедних апаратів конструкції «Mk.IV», що розташовувалися в кормовій частині корпусу на осьовій лінії. Торпеди мали максимальну дальність 13 500 ярдів (12 344 м) ходом до 35 вузлів. Боєголовка містила 234 кг TNT.

## Історія
Після введення до строю британського флоту корабель включений до складу сил 4-ї флотилії есмінців Атлантичного флоту. У 1925 році її перевели на Середземне море. На початку 1930-х років есмінець пройшов регламентні ремонтні роботи і виведений до Резерву ВМС через те, що на озброєння британського флоту надходили есмінці найсучасніших типів. Знаходився в Росайті до серпня 1939 року, доки не був введений напередодні війни до лав флоту.
На початок світового конфлікту HMS «Вансіттарт» перебував у 15-ій флотилії есмінців, що виконувала завдання у складі Командування Західних підходів і забезпечувала проведення конвоїв західніше Британських островів, а також в акваторії Ла-Манша. Першим бойовим походом корабля стало супроводження разом з есмінцем «Сімітер» 12 вересня 1939 року транспортних суден з десантом Британських експедиційних сил на борту з Солента до Бреста.
У жовтні 1939 року есмінець перевели до 17-ї флотилії есмінців у Плімуті для забезпечення ескортування конвоїв у Південно-Західних підходах. У цьому формуванні «Вансіттарт» виконував завдання до квітня 1940 року, коли був спрямований до Скапа-Флоу на посилення британських сил у зв'язку з початком вторгнення вермахту до Норвегії.
Корабель діяв у складі угруповання, що прикривало перехід британського десанту і суден забезпечення на півночі Норвегії.
22 квітня 1940 року він вийшов у складі ескорту на прикриття крейсерів «Галатея», «Шеффілд» та «Глазго». 10 травня 1940 року есмінець у ході битви за Нарвік був пошкоджений у наслідок авіаційного нальоту бомбардувальників Люфтваффе. 20 травня брав участь в операції «Орднанс» — евакуації з голландських портів союзних військ, у першу чергу з Роттердама та Хук-ван-Голланд.
У червні 1940 року він продовжив діяти у Південно-Західних підходах, супроводжував поодинокі судна та конвої. 1 липня «Вансіттарт» вийшов на сигнал SOS від торпедованого британського судна SS Clearton. У ході пошуково-рятувальної операції корабель, використовуючи глибинні бомби, потопив німецький підводний човен U-102, врятував вцілілих матросів з затонулого судна і продовжив патрулювання.
У вересні 1940 року разом з есмінцями «Монтрос», «Гарт» та польським «Блискавиця» переведений до 5-ї ескортної групи, що базувалась на Ліверпулі, де приєднались до групи есмінців «Волкер», «Вайверн», «Весткотт» та «Колдвелл». Протягом осені-зими продовжував виконання завдань з патрулювання прибережних вод.
У січні 1941 року забезпечував з іншими есмінцями ескорт конвою WS 5B у Північно-Західних підходах.
До червня 1941 продовжував виконання ескортних завдань, супроводжував конвой WS 8X. 8 червня 1941 вийшов у супроводження авіаносця «Вікторіос» разом з однотипними есмінцями «Вайверн» і «Вайлд Свон» у тривалий похід до Гібралтару, а звідсіля до Фрітауна на заході Африки. Тут з «Вайлд Свон» увійшли до складу оперативної групи Атлантичного флоту, що обороняла підступи до цього стратегічно важливого порту.
Надалі есмінець у складі оперативної групи діяв у південних водах Атлантики поблизу берегів Африки, патрулював до портів Такораді, на острови Кабо-Верде до мису Доброї Надії. У лютому 1942 року повернувся до Гібралтару, де незабаром був визначений до складу сил, що забезпечували перехід транспортних конвоїв до обложеної Мальти.
У серпні 1942 року ескадрений міноносець «Вансіттарт» увійшов до складу сил З'єднання Z, що діяло на Середземному театрі війни в цілях забезпечення проведення конвоїв. На той час обстановка на Мальті серйозно погіршилася, гарнізон та мешканці островів страждали від браку найнеобхіднішого, тому попри колосальному ризику, британське Адміралтейство вирішило направити ще один транспортний конвой обложеним. 10 серпня з порту Гібралтар вийшов транспортний конвой з 14 торгових суден за планом операції «П'єдестал». «Вансіттарт» супроводжував значне військово-морське угруповання, яке налічувало 44 військових кораблів, зокрема 2 лінійні кораблі HMS «Родні» і «Нельсон» та 3 авіаносці HMS «Вікторіос», HMS «Індомітебл» та HMS «Ігл». До складу ескадри був також включений старий авіаносець «Фьюріес», який мав доставити на острів нову партію «Спітфайрів».
Під ударами німецьких та італійських бомбардувальників, атаками підводних човнів конвої просувався до цілі. 12 серпня 1942 року З'єднання Z вийшло з конвою та зосередилось західніше сицилійських проток. Наступного дня «Вансітарт» разом з «Амазон», «Антелоуп», «Ітуріель», «Весткотт», «Вішарт» і «Зетланд» вийшли на супроводження «Родні» та «Індомітебл» на зворотний шлях до Гібралтару.
У листопаді 1942 року есмінець «Вансітарт» повернувся до Англії, де продовжував виконання бойових завдань з ескорту та супроводження капітальних кораблів і транспортних конвоїв поблизу британського берега.
У січні 1943 року він поставлений на ремонт до доків міста Мідлсбро, де перебував до серпня того ж року. З цього часу та до закінчення війни в Європі виконував ескортні та охоронні функції у Східній Атлантиці.
У травні 1945 року виведений зі складу флоту та переведений до Резерву. 25 лютого 1946 року проданий на металобрухт, де незабаром розібраний.